# Polynema bischoffi
Polynema bischoffi är en stekelart som först beskrevs av Soyka 1950.  Polynema bischoffi ingår i släktet Polynema och familjen dvärgsteklar. Inga underarter finns listade i Catalogue of Life.